# 생물기호학
생물기호학( 그리스어 βίος bios, "생명" 및 σημειωτικός sēmeiōtikos, "기호 관찰자")은 언어 이전의 의미 형성, 생물학적 해석 과정, 기호 및 코드 의 생성 및 의사 소통 과정을 연구하는 기호학 및 생물학 분야다.
생물기호학은 생물학과 기호학의 발견을 통합하고 기호학 ( 의미 와 해석을 포함한 기호 과정)이 내재적이고 본질적인 특징 중 하나인 생명에 대한 과학적 관점의 패러다임적 전환을 제안한다. 생물학의 규범적 관점에 도전하는 이 분야는 일반적으로 이론과 응용 생물기호학으로 나뉜다.
생물 기호학의 통찰력은 인간-동물 연구, 인간-식물 연구 및 사이버 기호학을 포함한 인문학 및 사회 과학에서도 채택되었다.
연구 중인 기본 기호 유형에 따라 생물 기호학은 다음과 같이 나눌 수 있다.
- 식물 기호학은 세포 및 조직 수준에서 모든 유기체에서 발생한다. 식물 기호학에는 원핵생물 기호학, 정족수 감지 및 정족수 소광과 같은 박테리아 커뮤니티의 기호 매개 상호 작용이 포함된다.
- 동물 기호학은 신경근육계를 가진 유기체에서 발생하며 인간의 기호 학적 행동에 대한 연구인 인간 기호학도 포함한다.

## 같이 보기
- 동물 의사소통
- 의태